# Особняк архітектора М. Врангеля
Особняк архітектора Михайла Врангеля — маєток головного архітектора Севастополя в 1920–1930 роках. Пам'ятка містобудування та архітектури початку ХХ століття.
Вирізняється непримхливими прямокутними формами декоративного оформлення вікон та наявністю строгої симетрії. До націоналізації маєтку радянською владою ним володів архітектор маєтку — Михайло Врангель. Будівля не підлягає приватизації.